# SSBS S1
SSBS S1 ist die Bezeichnung einer französischen Forschungsrakete und Technologiedemonstrator. SSBS steht für Sol-Sol Balistique Stratégique.
Die SSBS S1 wurde zwischen 1965 und 1968 mehrmals von Biscarrosse und von Hammaguir gestartet. Sie bildete die Grundlage für die Mittelstreckenrakete SSBS S2 der französischen Atomstreitmacht. Die SSBS S1 erreichte beim Abschuss eine Gipfelhöhe von 500 Kilometer, erhielt einen Startschub von 440 Kilonewton und besaß eine Startmasse von 25.000 Kilogramm sowie einen Durchmesser von 1,50 Metern und eine Länge von 15,10 Metern.